# Emilio Maffei
Emilio Maffei (Potenza, 3 settembre 1809 – Potenza, 21 novembre 1881) è stato un presbitero, poeta e patriota italiano.
Religioso mazziniano, dalla personalità coriacea e polemica, fu tra i maggiori animatori della rivoluzione in Basilicata nel 1848.

## Biografia
Nato da Luigi e Antonietta Scalea, all'età di 23 anni fu ordinato prete. Dopo le esperienze giovanili nella Carboneria, si avvicinò alle idee di Giuseppe Mazzini e di Pierre-Joseph Proudhon, che considerò vicine ai valori del Vangelo.
Sostenitore di uno stato laico, di un'istruzione pubblica e libera dall'ingerenza clericale, entrò nel "Circolo Costituzionale Lucano", presieduto da Vincenzo d'Errico, per difendere la Costituzione che il re Ferdinando II aveva ritirato. I due stipularono un'alleanza unendo le loro correnti: quella moderata di d'Errico e quella radicale di Maffei. Venne redatto un memorandum, in cui si affermava il mantenimento del regime costituzionale e si chiedeva l'annullamento di tutti gli atti legislativi successivi alla soppressione della Costituzione.
Tuttavia i loro rapporti furono molto accesi, tant'è che Maffei si separò dal suo collega l'8 luglio dello stesso anno per divergenze diplomatiche in quanto egli, di temperamento più pragmatico , riteneva necessaria e inevitabile una lotta di classe mentre d'Errico, federalista di stampo neoguelfo, cercava di scendere a patti in maniera equilibrata.
Entrambi erano ricercati dalla polizia borbonica; mentre d'Errico riuscì a fuggire in Francia, Maffei venne arrestato e condannato a morte ma la pena fu, in seguito, commutata in ergastolo. Dopo oltre quattro anni di detenzione nel carcere di Potenza, fu trasferito nel penitenziario di Nisida, dove subì anche un attentato da parte di un sicario.
L'ergastolo fu comminato in esilio perpetuo e nel 1859, assieme ad altri condannati come Luigi Settembrini, il duca   Sigismondo Castromediano, Carlo Poerio e Silvio Spaventa, fu imbarcato per gli Stati Uniti ma grazie al figlio di Settembrini, Raffaele, ufficiale della marina britannica, la nave virò in Irlanda e Maffei si recò in Inghilterra, dove incontrò Mazzini e visse fino al 1860.
Dopo l'unità d'Italia, ritornò a Potenza dove dimorò fino alla fine della sua vita. Abbandonò l'abito talare, si dedicò alla poesia in vernacolo e ricoprì l'incarico di sindaco di Potenza. Rifiutò cariche parlamentari e vitalizi, preferendo vivere in umiltà.
Dopo la morte, venne ricordato con una lapide eretta nella città natia il 18 agosto 1894, con un'epigrafe dettata da Giovanni Bovio.

## Opere
Maffei (con lo pseudonimo di Jumaredda) lasciò poche testimonianze letterarie, in quanto molti documenti da lui redatti sono ancora inediti.
Attualmente, si è in possesso solo di alcune poesie (ritrovate dal cronista potentino Raffaele Riviello). Tali liriche manifestano il rammarico di Maffei nei confronti del neonato Regno d'Italia, poiché il suo sogno repubblicano venne spiazzato da un nuovo ordinamento monarchico e le condizioni delle classi più umili rimasero immutate se non peggiorate. 
Nel suo mirino finirono personaggi risorgimentali quali Cavour, Urbano Rattazzi, Marco Minghetti, Francesco Crispi, il re Vittorio Emanuele II, il papa Pio IX ed anche Napoleone III.
Simpatica la sua replica al manifesto affisso nel 1852 dal titolo " Potenza unica città del mondo, latrina pubblica da cima a fondo".
Il presbitero potentino non lesinò critiche persino a Giuseppe Garibaldi, a cui diede l'epiteto di "cardillo bastardo"; lo accusò di aver tradito gli ideali repubblicani e sperava che, un giorno, il condottiero nizzardo sarebbe ritornato sui propri passi. 
In una sua poesia, Sonetto di alcuni ufficiali piemontesi su Potenza e meritata risposta,  riportò pesanti critiche pregiudiziali di alcuni ufficiali sabaudi, che derisero Potenza dal punto di vista civile, culturale, persino igienico, e rispose con dei versi altrettanto offensivi e scurrili.